# Programma Voschod

Voschod 1 e 2

Voschod ([vɐsˈxot] in russo Восход?, alba) fu il programma spaziale che seguì al termine delle missioni del programma Vostok eseguito da parte dell'Unione Sovietica agli inizi degli anni sessanta del ventesimo secolo.
Obiettivo del programma fu nuovamente lo scopo propagandistico di battere gli Stati Uniti d'America in un'ulteriore tappa della corsa verso lo spazio. Infatti, grazie alle capsule Voschod, per la prima volta venivano portati nell'orbita terrestre delle navicelle spaziali equipaggiate da più di un solo pilota. Ancora prima del lancio della prima missione del programma Gemini, l'Unione Sovietica era stata in grado di lanciare tre cosmonauti nello spazio. E il tutto vestendo semplici camicie: infatti per motivi di spazio non fu possibile che i cosmonauti vestissero le apposite tute spaziali - ma il tutto venne trasformato in senso propagandistico, definendo tale prassi come chiara dimostrazione dell'assoluta affidabilità e sicurezza delle capsule spaziali. Durante la seconda missione equipaggiata del programma Voschod venne eseguita la prima attività extraveicolare (EVA - Extra-Vehicular-Activity) della storia dell'esplorazione umana dello spazio. Anche se solo di poco era stata scampata una tragedia, l'esecuzione della passeggiata spaziale significò che l'Unione Sovietica era nuovamente riuscita a precedere gli Stati Uniti d'America.
La navicella Voschod era fondamentalmente una capsula Vostok leggermente modificata. Dalla stessa, infatti, venne tolto il seggiolino eiettabile, per permettere l'installazione di seggiolini per tre cosmonauti. Una modifica più sostanziale venne eseguita mediante il miglioramento del lanciatore R-7 - ora semplicemente chiamato razzo Voschod - in grado di lanciare una massa e portata notevolmente superiore. Solo grazie alla modifica del lanciatore la capsula Voschod, che fu notevolmente più pesante delle capsule Vostok, poté essere portata su di una traiettoria d'orbita. La differenza di peso era principalmente dovuta al fatto che in punta alla capsula spaziale venne montato un ulteriore retrorazzo frenante. Il montaggio delle sedie venne eseguito diversamente nei confronti della capsula Vostok. Infatti le sedie vennero posizionate spostandole di 90 gradi sfruttando al meglio lo spazio decisamente ristretto dell'abitacolo della capsula spaziale. Il posizionamento di tutti gli strumenti ed interruttori di bordo invece non venne modificato, tanto che l'equipaggio fu continuamente costretto a mantenere la testa girata per azionare i vari interruttori o attivare e leggere l'equipaggiamento strumentale della capsula stessa.
Esistevano due versioni differenti della capsula. La 3KV disponeva del posto per tre cosmonauti, mentre la 3 KD era dotata di spazio per due soli cosmonauti. Questa seconda versione era comunque dotata di una camera di equilibrio estraibile, fatto indispensabile per consentire l'uscita dalla capsula stessa per l'esecuzione dell'attività extraveicolare. Al termine della passeggiata spaziale fu possibile staccare questa camera mediante una piccola esplosione controllata.
La maggiore massa della capsula e la necessità di eliminare i seggiolini eiettabili, costrinsero i progettisti, per evitare danni all'equipaggio che sarebbe rimasto all'interno fino al contatto con il terreno, a dotare il veicolo di alcuni retrorazzi frenanti, a carburante solido, in aggiunta al paracadute. Questi retrorazzi si attivavano a breve distanza dal terreno, in modo da rallentare il veicolo solo all'ultimo momento.

## Il programma Voschod
Vennero eseguite due missioni equipaggiate, precedute in entrambi i casi da un volo di collaudo eseguito privo di equipaggio, però con una navicella spaziale composta in identica configurazione della navicella successivamente usata per la missione.
- Cosmos 47 (lanciata il 6 ottobre 1964): fu un volo di collaudo privo di equipaggio
- Voschod 1 (lancio il 14 ottobre 1964): prima missione equipaggiata dai cosmonauti Vladimir Michajlovič Komarov, Boris Borisovič Egorov e Konstantin Petrovič Feoktistov
- Cosmos 57 (lancio il 22 febbraio 1965): lancio fallito di un volo di collaudo privo di equipaggio
- Voschod 2 (lancio il 18 marzo 1965): volo equipaggiato da Pavel Ivanovič Beljaev ed Aleksej Archipovič Leonov, che eseguirà la prima passeggiata spaziale.
- Cosmos 110 (lancio il 22 febbraio 1966): volo di lunga durata (22 giorni) equipaggiato dai cagnolini Veterok ed Ugolëk

Una missione equipaggiata di lunga durata con la Voschod 3, per la quale la missione Cosmos 110 venne eseguita quale volo di collaudo, fu sì programmata, ma dovette essere spostata più volte, senza essere mai cancellata ufficialmente fino alla data odierna. Infine tutte le forze disponibili vennero concentrate per l'esecuzione del nuovo programma Sojuz.

### Missioni cancellate
- Voschod 3: missione della durata di 19 giorni per studiare gli effetti sull'organismo umano della permanenza prolungata nello stato di assenza di forza di gravità
- Voschod 4: missione della durata di 20 giorni
- Voschod 5: missione della durata di 10 giorni equipaggiata completamente da donne
- Voschod 6: volo di collaudo per provare un nuovo congegno per poter manovrare le attività extraveicolari
- Voschod 7: produzione di forza di gravità artificiale mediante aggancio al terzo stadio del razzo vettore e rotazione sull'asse del complesso